# Тайфунник білоголовий
Тайфу́нник білоголовий (Pterodroma lessonii) — вид буревісникоподібних птахів родини буревісникових (Procellariidae). Мешкає в південній частині Тихого, Атлантичного та Індійського океанів. Вид названий на честь французького орнітолога і натураліста Рене Прімевера Лессона (1794–1849).

## Опис

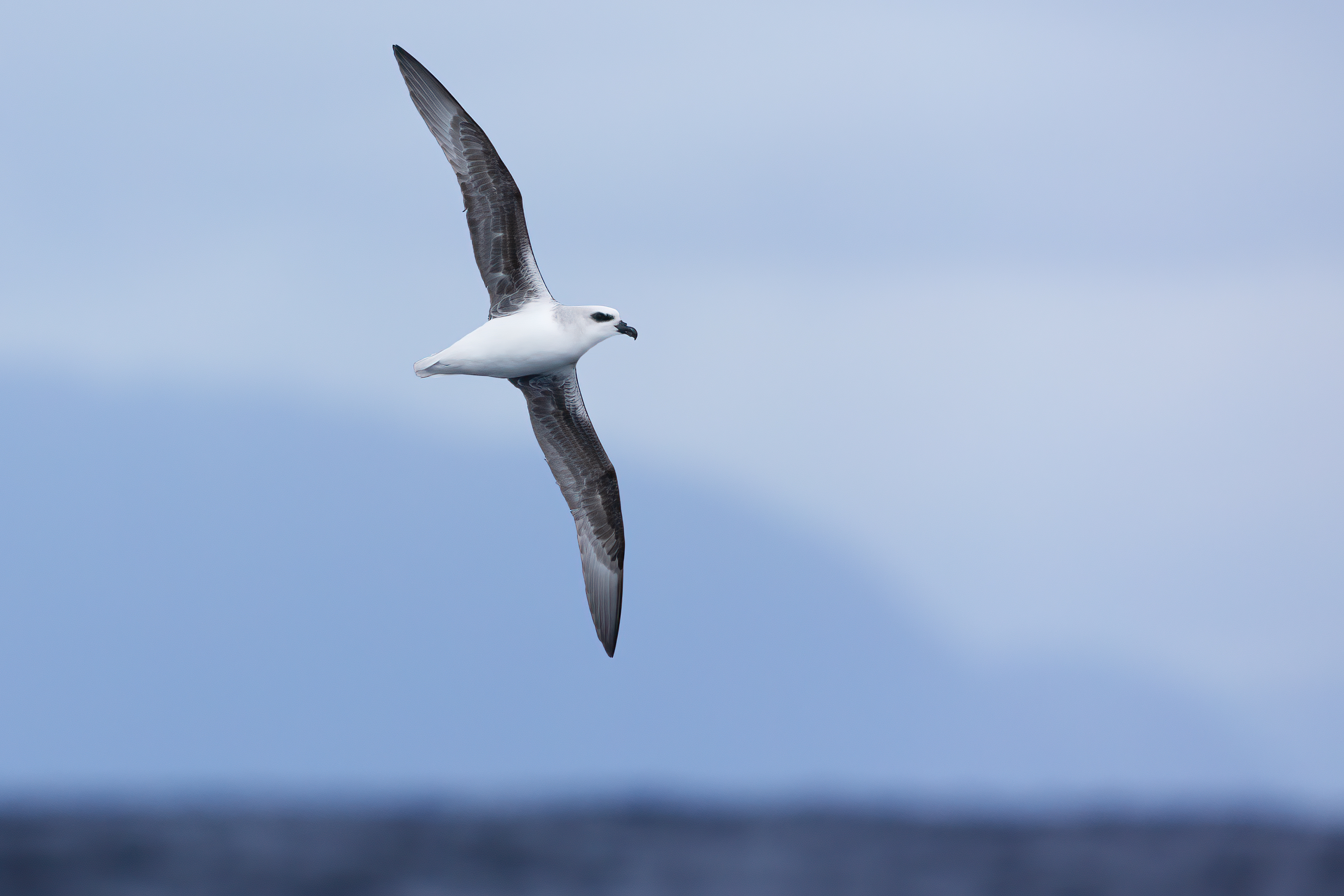
Білоголовий тайфунник

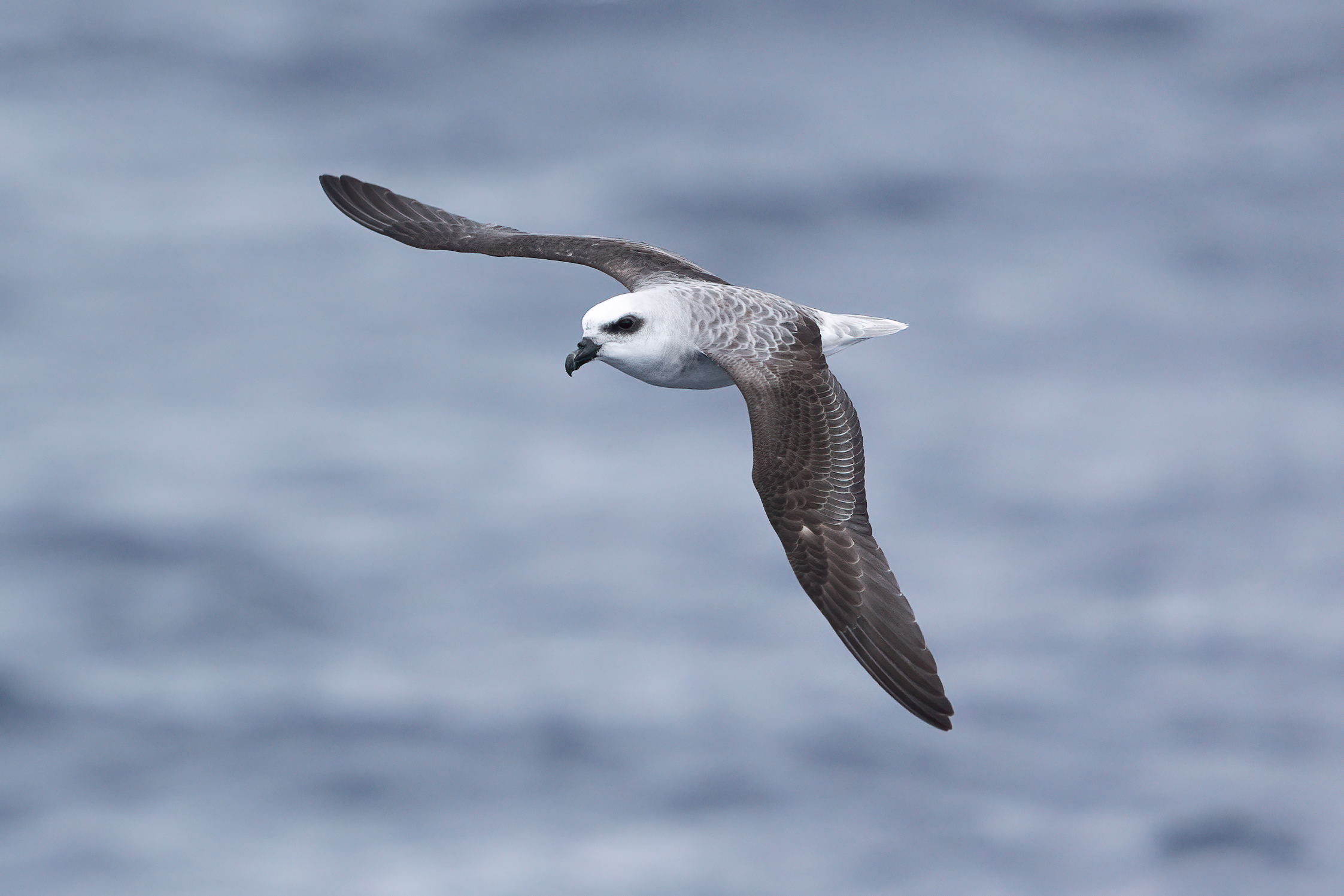
Білоголовий тайфунник

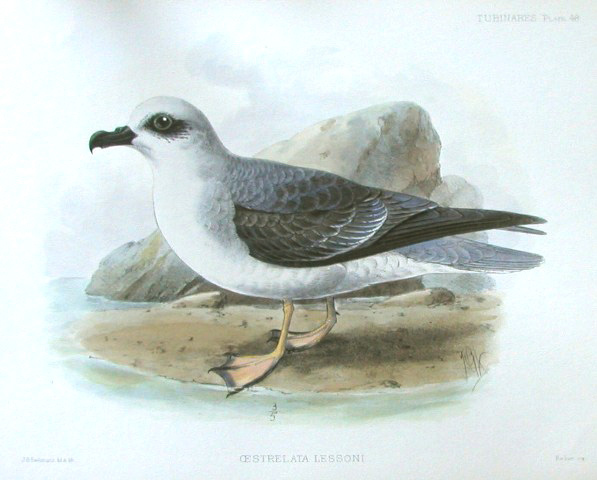
Білоголовий тайфунник

Білоголовий тайфунник — морський птах середнього розміру, середня довжина якого становить 40-46 см см, розмах крил 109 см, вага 580-810 г. Він вирізняється білою головою і помітними темними плямами навколо очей. Крила у птаха довгі, вузькі, хвіст довгий, загострений. Верхня частина тіла у нього блідо-сіра, верхні покривні пера крил і надхвістя контрастно темно-сірі. Нижня частина тіла переважно біла, нижня сторона крил темно-коричнювато-сіра. Дзьоб товстий, чорний, з великим, гострим гачком на кінці. Лапи рожевуваті або білуваті з чорними плямами на пальцях.

## Поширення і екологія
Білоголові тайфунники гніздяться на субантарктичних островах в південній частині Індійського і Тихого океанів, зокрема на острові Маккуорі, на Оклендських островах, на островах Антиподів і Кемпбелл, а також на островах Крозе, Кергелен та, можливо, на островах Принс-Едуард. 
Білоголові тайфунники ведуть пелагічний спосіб життя, рідко наближуються до суходолу, за винятком гніздування, однак були зафіксовані поблизу берега під час штормової погоди. Вони живляться переважно кальмарами і ракоподібними, шукають їжу переважно вночі. Гніздування починається в жовтні, гніздяться розрідженими колоніями. Гніздо розміщується в норі, виритій у м'якому ґрунті або осипі, поблизу узбережжя або в глибині острова, на висоті до 300 м над рівнем моря.

## Збереження
МСОП класифікує цей вид як такий, що не потребує особливих заходів зі збереження. За оцінками дослідників, популяція білоголових тайфунників становить приблизно 600 тисяч птахів. Їм загрожує хижацтво з боку інтродукованих хижих ссавців, зокрема кішок, щурів і свиней.